# Toronyvár

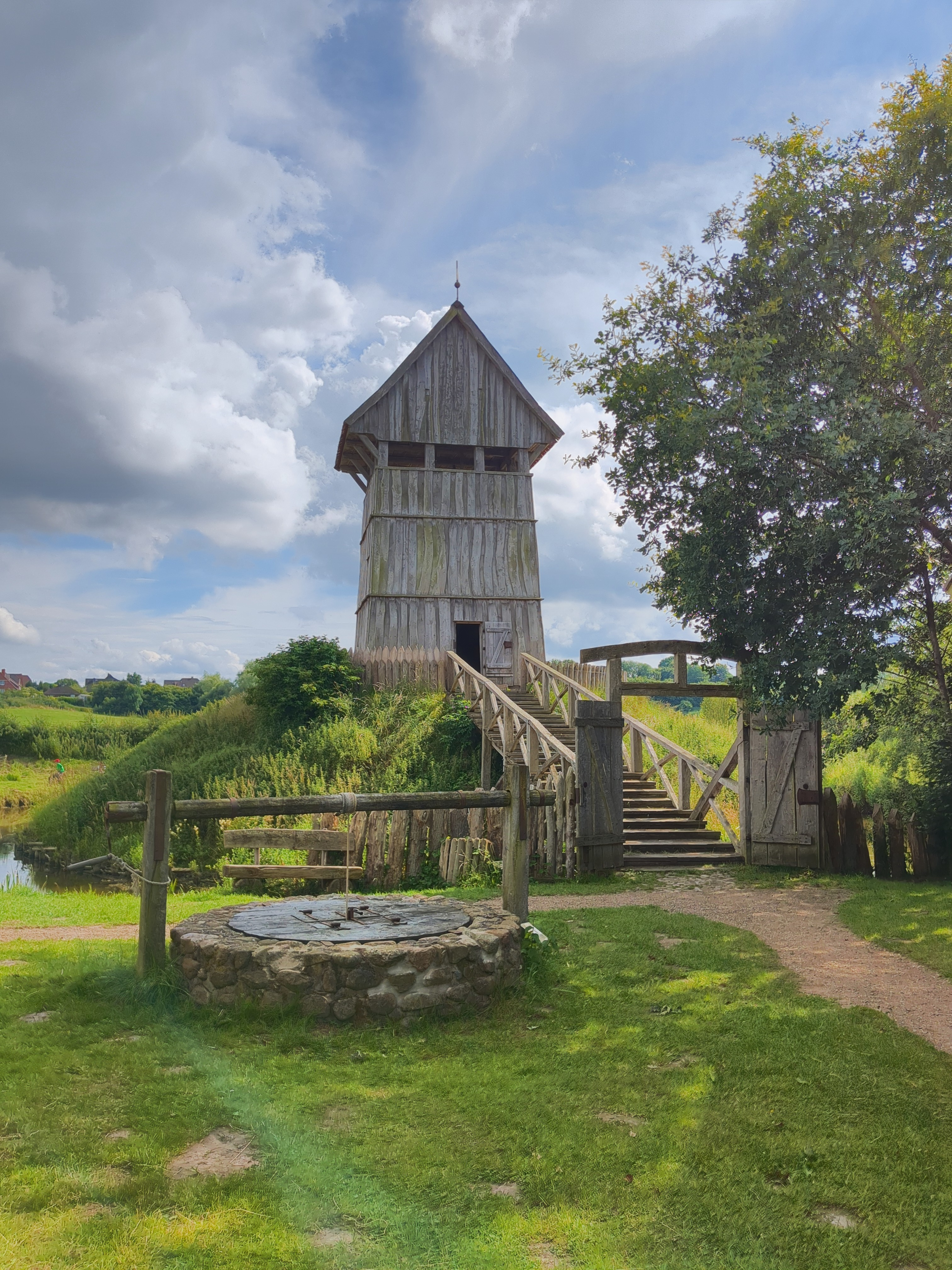
Lütjenburgban

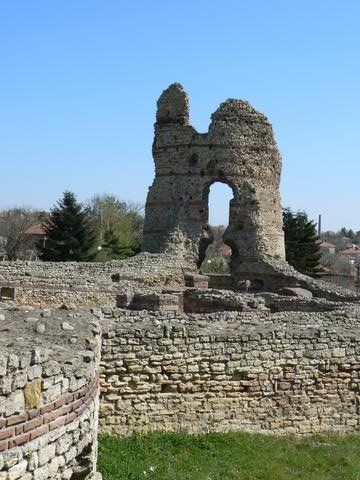
Kúla toronyvárának romja Szerbiában

A toronyvár – németül „tornyos földvár” (Turmhügelburg) olyan, földből felhalmozott csonkakúp alakú földvár, amelynek platóját teljesen beépítették; azon jellemzően tornyot, ritkábban lakóépületet helyeztek el. A magaslatot árokkal vették körül; az abból kitermelt földdel magasították a térszínt. A földépítmény stabilitását rendszerint faoszlopokkal, illetve kazettás faszerkezettel erősítették; a faszerkezet tűzállóságát a fejlettebb változatokban agyaggal tapasztott vesszőfonatokkal javították.
Harcászati funkciója a terep belátása, megfigyelése volt.